# Хабилитација
Хабилитација је квалификација или процес стицања квалификације професора за наставу из одређеног предмета на универзитету. Услов за хабилитацију је поседовање докторске титуле и одређеног практичног предавачког или истраживачког искуства из наведене области и често захтева и писање и јавну одбрану одређеног рада (тезе), чиме се стиче „право да се подучава” (лат. Вениа легенди). Право на подучавање може се стећи и без хабилитације само ако високо универзитетско тело или одговарајуће министарство процени да кандидат има релевантне квалификације, али се оно ретко спроводи у пракси. У социјалном раду хабилитација је практична оријентација која оснажује клијента у процесу решавања проблема кроз образовање, развој вештина и нових или до тада недоступних или неискоришћених ресурса.